# Береговое сельское поселение (Кемеровская область)
Берегово́е се́льское поселе́ние — упразднённое муниципальное образование в Кемеровском районе Кемеровской области. Административный центр — деревня Береговая.

## История
Береговое сельское поселение образовано 17 декабря 2004 года в соответствии с Законом Кемеровской области № 104-ОЗ.

## Состав сельского поселения
| № | Населённый пункт | Тип населённого пункта          | Население |
| - | ---------------- | ------------------------------- | --------- |
| 1 | Береговая        | деревня, административный центр | 1974      |
| 2 | Кузбасский       | посёлок                         | 1520      |
| 3 | Ленинградский    | посёлок                         | 415       |
| 4 | Маручак          | деревня                         | 67        |
| 5 | Смирновский      | посёлок                         | 90        |
| 6 | Смолино          | деревня                         | 294       |

## Статистика
На территории Береговского сельского поселения расположено 6 населенных пункта (п. Кузбасский, д. Береговая, п. Смирновский, п. Ленинградский, с. Смолино, п. Маручак), 23 СНТ, 2 школы, 2 детских сада, 2 медицинских учреждения, 1 объект жизнеобеспечения, 16 магазинов, 3 объекта культуры. Население составляет — 4470 человек, из них трудоспособного 2487 человек, 1007 пенсионеров